# Great Activity
GREAT ACTIVITY – szósty album japońskiej piosenkarki Nany Mizuki, wydany 14 listopada 2007. Album osiągnął 2 pozycję w rankingu Oricon, sprzedał się w nakładzie 66 634 egzemplarzy.

## Lista utworów

### CD
| Nr  | Tytuł                                        | Słowa             | Kompozycja          | Aranżacja         | Czas |
| --- | -------------------------------------------- | ----------------- | ------------------- | ----------------- | ---- |
| 1.  | "Bring it on!"                               | Nana Mizuki       | Matsuki Fuji        | Hitoshi Fujima    | 4:12 |
| 2.  | "Orchestral Fantasia"                        | Hibiki            | Noriyasu Agematsu   | Noriyasu Agematsu | 5:26 |
| 3.  | "Promise on Christmas"                       | Sutsuka Hiwatari  | Hayato Tanaka       | Hayato Tanaka     | 4:45 |
| 4.  | "MASSIVE WONDERS"                            | Nana Mizuki       | Toshirō Yabuki      | Toshirō Yabuki    | 4:12 |
| 5.  | "Take a chance"                              | Chisato Nishimura | Wakabayashi Takashi | Shin'ya Saitō     | 4:21 |
| 6.  | "First Calendar" (jap. ファーストカレンダー) | Yūmao             | Junpei Fujita       | Junpei Fujita     | 3:57 |
| 7.  | "Last Scene" (jap. ラストシーン)             | Hajime Mizoshita  | Hajime Mizoshita    | Tsutomu Ōhira     | 4:49 |
| 8.  | "SEVEN"                                      | Nana Mizuki       | Nana Mizuki         | Hitoshi Fujima    | 4:26 |
| 9.  | "Aoi Iro" (jap. アオイイロ)                  | Bee'              | AGENT-MR            | AGENT-MR          | 4:21 |
| 10. | "TRY AGAIN"                                  | Toshirō Yabuki    | Toshirō Yabuki      | Toshirō Yabuki    | 4:18 |
| 11. | "SECRET AMBITION"                            | Nana Mizuki       | Shikura Chiyomaru   | Hitoshi Fujima    | 4:20 |
| 12. | "Nostalgia"                                  | SAYURI            | TLAST               | Shin'ya Saitō     | 2:48 |
| 13. | "Heart-shaped chant"                         | Nana Mizuki       | Noriyasu Agematsu   | Noriyasu Agematsu | 5:09 |
| 14. | "chronicle of sky"                           | Shikura Chiyomaru | Shikura Chiyomaru   | Daisuke Kikuta    | 4:53 |
| 15. | "Sing Forever"                               | Sonoda Ryoji      | Hitoshi Fujima      | Hitoshi Fujima    | 5:57 |

### DVD
1. 「NANA SUMMER FESTA 2007 DIGEST」
2. "Anata ga erabu NANA Song BEST 10" (jap. あなたが選ぶNANA Song BEST 10)
  1. "Level Hi!"
  2. "MC"
  3. "あなたが選ぶNANA Song BEST 10 第10位発表"
  4. "You have a dream"
  5. "あなたが選ぶNANA Song BEST 10 第50位 - 第41位"
  6. "あなたが選ぶNANA Song BEST 10 第9位 - 第7位"
  7. "suddenly ~Meguriaete~" (jap. suddenly 〜巡り合えて〜)
  8. "New Sensation"
  9. "SUPER GENERATION"
  10. "あなたが選ぶNANA Song BEST 10 第40位 - 第31位"
  11. "あなたが選ぶNANA Song BEST 10 第6位 - 第4位"
  12. "Tears' Night"
  13. "Heart-shaped chant"
  14. "Crystal Letter"
  15. "あなたが選ぶNANA Song BEST 10 第3位発表"
  16. "ETERNAL BLAZE"
  17. "あなたが選ぶNANA Song BEST 10 第30位 - 第21位"
  18. "あなたが選ぶNANA Song BEST 10 第2位発表"
  19. "POWER GATE"
  20. "あなたが選ぶNANA Song BEST 10 第20位 - 第11位"
  21. "あなたが選ぶNANA Song BEST 10 第1位発表"
  22. "innocent starter"
  23. "MC"
  24. "Pierce ~acoustic version~" (jap. ピアス 〜acoustic verrsion〜)
  25. "Hoshizora to tsuki to hanabi no shita" (jap. 星空と月と花火の下)
  26. "MASSIVE WONDERS"
  27. "Ending" (jap. エンディング)